# Università di Wolverhampton
L'Università di Wolverhampton è un'università inglese pubblica distribuita su quattro campus attraverso le West Midlands, Shropshire e Staffordshire. Le radici dell'università nascono nel Wolverhampton Tradesmen's and Mechanics' Institute, fondato nel 1827 e nella crescita del XIX secolo della Wolverhampton Free Library (1870), che sviluppò classi tecniche, scientifiche, commerciali e generali. Tutto ciò si fuse nel 1969 con la Municipal School of Art, originalmente fondata nel 1851, per formare il Wolverhampton Polytechnic.
L'università ha quattro facoltà comprendenti diciotto tra scuole e istituti. Essa ha 18 875 studenti e offre normalmente oltre 380 corsi di scuola media superiore e di livello universitario.
Il campus cittadino si trova nel centro di Wolverhampton, con un secondo campus a Walsall e un terzo a Telford. Vi è poi un quarto campus aggiuntivo a Wolverhampton presso lo University of Wolverhampton Science Park.